# Даррен Нейш
Да́ррен Ві́льям Не́йш (Darren Naish, нар. 26 вересня 1975) — британський палеонтолог хребетних, письменник і популяризатор науки.
Як дослідник, він найбільш відомий своїми роботами з опису та переоцінки динозаврів та інших мезозойських рептилій, зокрема Eotyrannus, Xenoposeidon, та птерозаврів роду Azhdarchidae. Більша частина його досліджень зосереджена на скам'янілостях геологічної групи Велден з острова Вайт.
Він є засновником блогу про палеозоологію хребетних Tetrapod Zoology та автором кількох науково-популярних книг. Нейш також часто з'являється в ЗМІ і є науковим консультантом та експертом для кіно, телебачення, музеїв та виставок. Як скептик Нейш також відомий своїми дослідженнями криптозоології, аналізами випадків спостереження морських чудовиськ та пов'язаних з ними вірувань з наукової точки зору.

## Науково-дослідна праця
Він отримав диплом геолога в Саутгемптонському університеті, а згодом вивчав палеонтологію хребетних під керівництвом британського палеонтолога Девіда Мартілла в Портсмутському університеті, де здобув ступінь магістра та доктора філософії.
Спочатку Нейш планував присвятити свою наукову кар'єру дослідженню викопних морських рептилій, але став відомим за своєю докторською працею — описом базального тиранозавроїдного теропода Eotyrannus у 2001 році. У 2002 році він публікував статті про тероподів групи Велден: Thecocoelurus, Calamospondylus і Aristosuchus. 2004 року Нейш дав назву незаконно придбаному бразильському компсогнатовому тероподу Mirischia. У тому ж 2004 році Нейш і Гарет Дайк (Gareth J. Dyke) переописали суперечливу румунську скам'янілість Heptasteornis. Інші автори робили припущення, що він був гігантською совою, троодонтом або дромеозавридом, але Нейш і Дайк стверджували, що це альваресзаврид, перший європейський представник цієї групи. З того часу було виявлено інші фрагментарні зразки європейських альваресзавридів.
Нейш також публікував роботи про завроподів, птерозаврів, викопних морських рептилій, черепах, морських ссавців, інших викопних хребетних, а також статті про інші аспекти зоології. У 1990-х роках він опублікував серію статей про маловідомих китоподібних, а у 2004 році — оглядову статтю про гігантського вимерлого новозеландського гекона Hoplodactylus delcourti.
У 2004 році Нейш і його колеги описали гігантського завропода з острова Вайт, родича північноамериканського брахіозаврида завропосейдона, за що отримав неофіційну назву Angloposeidon. До опису туріазавра з Іспанії у 2006 році він був найбільшим відомим динозавром в Європі. У 2005 році Даррен Нейш був співавтором опису нової крейдової черепахи Araripemys arturi, а у 2006 році опублікував ревізію південноамериканських гребінчастих птерозаврів Tupuxuara і Thalassodromeus. Протягом 2007—2008 років Нейш опублікував великий перегляд британських динозаврів та працю про скам'янілості хребетних у Гальве в Іспанії. У 2007, спільно з колегою-палеонтологом Майком П. Тейлором, опублікував опис нового завропода Xenoposeidon.
У 2008 році він опублікував аналіз птерозаврів роду Azhdarchidae разом з Марком Віттоном, в якому вони стверджували, що аждархіди були всеїдними тваринами, подібними до сучасних лелек або птахів-носорогів, які харчувалися дрібними тваринами та падаллю в різних біотопах. У тому ж 2008 році разом з колегами Майком Тейлором і Меттом Веделем (Matt Wedel) опублікував статтю про поставу шиї завроподів. У 2010 році Нейш опублікував статтю про теоретичні плавучі здібності жирафів. У 2011 році Хон, Нейш і Катхілл опублікували статтю про взаємний відбір у динозаврів і птерозаврів. У 2013 році Нейш описав Vectidraco daisymorrisae, невеликого аждархіда з острова Вайт. Також у 2013 році Нейш і Віттон опублікували продовження своєї статті 2008 року про наземне полювання аждархідних птерозаврів. У 2015 році Нейш і його колеги опублікували статтю про новий, ще не названий, таксон трансільванських птерозаврів.
У 2017 році новий вид пікнодонтоподібних риб, Scalacurvichthys naishi, був названий на честь Нейша.

## Публікації

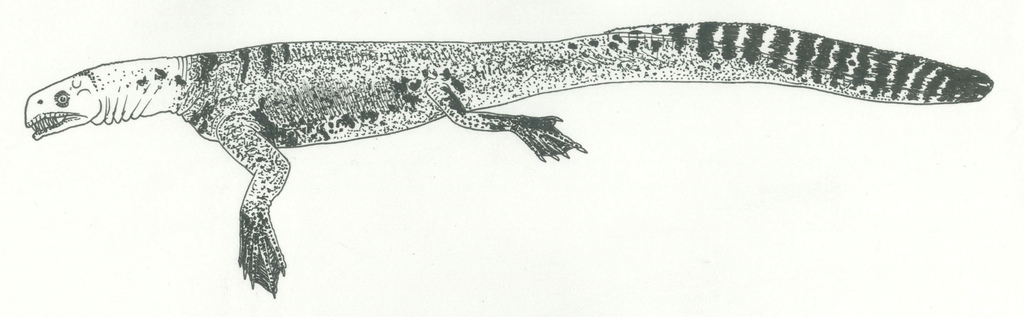
Helveticosaurus, доісторична морська рептилія, ілюстрація Нейша

Нейш опублікував кілька наукова-популярних книг про доісторичних тварин, зокрема «Dinosaurs: How They Lived and Evolved» у співавторстві з Полом Барретом (Музей природознавства, 2016), «Dinosaur Record Breakers» (Carlton Kids, 2011), «Dorling Kindersley Encyclopedia of Dinosaurs and Prehistoric Life» видавництва Dorling Kindersley (2003, спільно з Девідом Ламбертом та Елізабет Вайз), книгу Палеонтологічної асоціації «Dinosaurs of the Isle of Wight» (2001, спільно з Девідом Мартіллом) та високо оцінену книгу BBC «Walking with Dinosaurs: The Evidence» (2000, спільно з Девідом Мартіллом), створену як супровід до телесеріалу «Прогулянки з динозаврами». У 2010 році він опублікував книгу «The Great Dinosaur Discoveries» як єдиний автор.
У 2012 році він опублікував книгу «Всі вчора» («All Yesterdays») спільно з Джоном Конвеєм і Дж. М. Косеменом. У ній теоретизуються палеонтологічні реконструкції нині живих тварин із застосуванням методології реконструкцій скелетів викопних істот. У 2017 році Нейш опублікував книгу «Evolution in Minutes», в якій через серію мініесеїв дає відповіді на фундаментальні питання з теми еволюції. 2021 року він публікує «Dinopedia» — книгу, що охоплює різноманітні теми, від загальних понять анатомії динозаврів, груп динозаврів, видатних особистостей, місцевостей тощо. Окрім цього Нейш опублікував кілька книг з криптозоології, зокрема «Hunting Monsters: Cryptozoology and the Reality Behind the Myths» та «Cryptozoologicon: Volume I» у співавторстві з Джоном Конвеєм та Дж. М. Косеменом.
Його ім'я також пов'язане з кількома дитячими книгами про доісторичних тварин. Нейш є заступником редактора журналу «Cretaceous Research», а також був членом редакційної колегії журналу «The Cryptozoology Review». Він регулярно виступає в ролі рецензента книг для Палеонтологічної асоціації.

## Появи у ЗМІ
Нейш часто з'являвся на британському телебаченні, зокрема на BBC News 24, «Sunday Brunch» на Channel 4, «Richard & Judy», «Live from Dinosaur Island», а також у документальному фільмі «How to Build a Dinosaur». Його дослідження гігантського завропода з острова Уайт — «Angloposeidon», птерозавра Tupuxuara та завропода Xenoposeidon широко висвітлювалися у ЗМІ, як і його праця про плавучі здібності  жирафів.